# 赫拉德克
赫拉德克（捷克語：Hrádek）是捷克的城鎮，位於該國西部，距離羅基察尼5公里，由比爾森州負責管轄，面積6.05平方公里，海拔高度440米，該地區蘊藏鐵礦，2015年人口2,862。

## 外部連結
- Municipal website （页面存档备份，存于）